# Luis Pasarín
Luis Casas Pasarín (Pontevedra, 16 aprile 1902 – Madrid, 17 agosto 1986) è stato un calciatore e allenatore di calcio spagnolo, di ruolo difensore.

## Carriera

### Giocatore

#### Club
A livello di calcio giocato indossò sempre casacche di club spagnoli, ricoprendo il ruolo di difensore nel Celta Vigo prima e nel Valencia poi.

#### Nazionale
Fu convocato per le Olimpiadi del 1924 con la Nazionale spagnola, con la cui maglia, tra il 1924 e il 1926 raccolse 6 presenze.

### Allenatore
Iniziò ad allenare nel 1946, guidando per una partita la Nazionale spagnola. Da allora ricoprì il ruolo di CT in diverse squadre del massimo campionato iberico, tra cui Valencia, Celta Vigo, Malaga, Real Oviedo e, in Portogallo, Porto.

## Palmarès

### Giocatore

#### Competizioni nazionali
- Segunda División (Spagna): 1

Valencia: 1930-1931